# Simrothiella digitoradulata
Simrothiella digitoradulata is een Solenogastressoort uit de familie van de Simrothiellidae. De wetenschappelijke naam van de soort is voor het eerst geldig gepubliceerd in 2004 door Salvini-Plawen.